# Barbara Ruthven
Barbara Ruthven, död 1625, var en skotsk adelskvinna och hovdam. Hon var gunstling och hovdam till Skottlands drottning Anna av Danmark. 
Hon var dotter till William Ruthven, 1:e earl av Gowrie, och Dorothea Stewart, samt syster till John Ruthven, 3:e earl av Gowrie, och Alexander Ruthven. Hon och hennes systrar Christine och Beatrix Ruthven utnämndes alla tre till hovfröknar hos Anna efter dennas ankomst till Skottland 1590. Barbara och Beatrix nämns som drottningens inflytelserika favoriter och personliga vänner. 
År 1600 arresterades bröderna John och Alexander Ruthven för konspiration. Kungen gav sedan order om att deras systrar skulle avskedas från deras hovtjänst. Barbara Ruthven fick stöd av Anna även sedan hon tvingats lämna hovet. År 1604 fick hon slutligen en kunglig pension för sin hovtjänst.